# Gieorgij Razumowski
Gieorgij Pietrowicz Razumowski (ros. Гео́ргий Петро́вич Разумо́вский, ur. 19 stycznia 1936 w Krasnodarze) – radziecki działacz partyjny i dyplomata.

## Życiorys
W 1958 ukończył Kubański Instytut Rolniczy, od 1961 był członkiem KPZR, funkcjonariusz partyjny, 1971-1973 zastępca kierownika i kierownik sektora Wydziału KC KPZR. Od czerwca 1973 do czerwca 1981 przewodniczący Komitetu Wykonawczego Krasnodarskiej Rady Krajowej, 1981-1983 kierownik Wydziału Zarządzania Sprawami Rady Ministrów ZSRR, od 27 czerwca 1983 do 3 czerwca 1985 I sekretarz Krasnodarskiego Komitetu Krajowego KPZR, 1985-1988 kierownik Wydziału Pracy Organizacyjno-Partyjnej KC KPZR. Od 6 marca 1986 do 13 lipca 1990 członek Sekretariatu KC KPZR - sekretarz KC KPZR, 1988 kierownik Wydziału Budownictwa Partyjnego i Polityki Kadrowej KC KPZR, 1988-1990 przewodniczący Komisji KC KPZR ds. Zagadnień Budownictwa Partyjnego i Polityki Kadrowej, od 18 lutego 1988 do 13 lipca 1988 zastępca członka Biura Politycznego KC KPZR. 1990-1991 konsul generalny ZSRR w Szanghaju. Deputowany do Rady Najwyższej ZSRR od 8 do 11 kadencji, deputowany ludowy ZSRR. Odznaczony Orderem Lenina.